# Olexandr Šlapak
Olexandr Vitalijovyč Šlapak (ukrajinsky Олександр Віталійович Шлапак, * 1. ledna 1960 Irkutsk, Ruská federace) je ukrajinský bankéř a politik. V roce 2014 vedl Ministerstvo financí Ukrajiny v prvním kabinetu Arsenije Jaceňuka. Předtím v letech 2001–2002 působil jako ministr hospodářství Ukrajiny ve vládách Viktora Juščenka a Anatolije Kinacha.